# Lumière al millor actor revelació
El Lumière al millor actor revelació s'atorga cada any a un jove actor prometedor intèrpret d’una pel·lícula francesa estrenada a França l'any anterior, durant la Cerimònia des Lumières de la premsa internacional. El premi s'atorga des de l’edició de 2000.
L’Académie des Lumières, formada per més de 200 periodistes de la premsa internacional, premia cada any les millors pel·lícules des de la 1996.

## Guanyadors i nominats
A les llistes següents, els títols i els noms en negreta amb fons blau són els guanyadors i els destinataris respectivament; els que no estan en negreta són els nominats.

### Dècada del 2000
| Any        | Actor                | Pel·lícula                        |               |
| ---------- | -------------------- | --------------------------------- | ------------- |
| 2000 (5a)  | Romain Duris         | Peut-être                         |               |
| 2001 (6a)  | Jalil Lespert        | Ressources humaines               |               |
| 2002 (7a)  | Abdel Halis          | 17, rue Bleue                     | 17, rue Bleue |
| 2003 (8a)  | Gaspard Ulliel       | Embrassez qui vous voudrez        |               |
| 2004 (9a)  | Grégori Derangère    | Bon Voyage                        |               |
| 2005 (10a) | Damien Jouillerot    | Les Fautes d'orthographe          |               |
| 2006 (11a) | Johan Libéreau       | Douchs froides                    |               |
| 2007 (12a) | Julien Boisselier    | Je vais bien, ne t'en fais pas    |               |
| 2007 (12a) | Bernard Blancan      | Dies de glòria                    |               |
| 2007 (12a) | Jean-Louis Coulloc'h | Lady Chatterley                   |               |
| 2007 (12a) | Malik Zidi           | Les Amitiés maléfiques            |               |
| 2007 (12a) | Thibault Vinçon      | Les Amitiés maléfiques            |               |
| 2008 (13a) | Jocelyn Quivrin      | 99 francs                         |               |
| 2008 (13a) | Kolia Litscher       | Charly                            |               |
| 2008 (13a) | Laurent Stocker      | Ensemble, c'est tout              |               |
| 2008 (13a) | Yannick Renier       | Nue Propriété                     |               |
| 2008 (13a) | Fu'ad Ait Aattou     | Une vieille maîtresse             |               |
| 2009 (14a) | Mohamed Bouchaïb     | Mascarades                        |               |
| 2009 (14a) | Emile Berling        | Les Hauts Murs                    |               |
| 2009 (14a) | François Civil       | Soit je meurs, soit je vais mieux |               |
| 2009 (14a) | Anton Balekdjian     | Un monde à nous                   |               |
| 2009 (14a) | Marco Cortes         | Khamsa                            |               |

### Dècada del 2010
| Any                  | Actor                                    | Pel·lícula                    |
| -------------------- | ---------------------------------------- | ----------------------------- |
| 2010 (15a)           | Vincent Lacoste                          | Les Beaux gosses              |
| 2010 (15a)           | Anthony Sonigo                           | Les Beaux gosses              |
| 2010 (15a)           | Samy Seghir                              | Neuilly sa mère!              |
| 2010 (15a)           | Fırat Ayverdi                            | Welcome                       |
| 2010 (15a)           | Maxime Godart                            | Le Petit Nicolas              |
| 2011 (16a)           | Antonin Chalon                           | No et moi                     |
| 2011 (16a)           | Aymen Saïdi                              | Dernier étage, gauche, gauche |
| 2011 (16a)           | Nahuel Perez Biscayart                   | Au fond des bois              |
| 2011 (16a)           | Emile Berling                            | Le Bruit des glaçons          |
| 2011 (16a)           | Jules Pelissier                          | Simon Werner a disparu...     |
| 2012 (17a)           | Denis Ménochet                           | Les Adoptés                   |
| 2012 (17a)           | Guillaume Gouix                          | Jimmy Rivière                 |
| 2012 (17a)           | Grégory Gadebois                         | Angèle et Tony                |
| 2012 (17a)           | Raphaël Ferret                           | Présumé coupable              |
| 2012 (17a)           | Mahmud Shalaby                           | Les Hommes libres             |
| 2013 (18a)           | Ernst Umhauer                            | A la casa                     |
| 2013 (18a)           | Stephane Soo Mongo                       | Rengaine                      |
| 2013 (18a)           | Pierre Niney                             | Comme des frères              |
| 2013 (18a)           | Mahmud Shalaby                           | Une bouteille à la mer        |
| 2013 (18a)           | Clément Métayer                          | Després del maig              |
| 2014 (19a)           | Raphaël Personnaz                        | Quai d'Orsay                  |
| 2014 (19a)           | Raphaël Personnaz                        | Marius                        |
| 2014 (19a)           | Vincent Macaigne                         | La Fille du 14 juillet        |
| 2014 (19a)           | Pierre Deladonchamps                     | L'Inconnu du lac              |
| 2014 (19a)           | Niels Schneider                          | Désordres                     |
| 2014 (19a)           | Tewfik Jallab                            | La Marche                     |
| 2014 (19a)           | Paul Hamy                                | Suzanne                       |
| 2015 (20a)           | Kévin Azaïs                              | Les Combattants               |
| 2015 (20a)           | Thomas Blumenthal                        | La Crème de la crème          |
| 2015 (20a)           | Jean-Baptiste Lafarge                    | La Crème de la crème          |
| 2015 (20a)           | Bastien Bouillon                         | Le Beau Monde                 |
| 2015 (20a)           | Didier Michon                            | Fièvres                       |
| 2015 (20a)           | Pierre Rochefort                         | Un beau dimanche              |
| 2015 (20a)           | Marc Zinga                               | Qu'Allah bénisse la France !  |
| 2016 (21a)           |                                          |                               |
| Rod Paradot          | La Tête haute                            |                               |
| Stany Coppet         | La Vie pure                              |                               |
| Quentin Dolmaire     | Trois souvenirs de ma jeunesse           |                               |
| Alban Lenoir         | Un Français                              |                               |
| Félix Moati          | À trois on y va                          |                               |
| Harmandeep Palminder | Bébé Tigre                               |                               |
| 2017 (22a)           |                                          |                               |
| Damien Bonnard       | Rester vertical                          |                               |
| Corentin Fila        | Quand on a 17 ans                        |                               |
| Kacey Mottet Klein   | Quand on a 17 ans                        |                               |
| Finnegan Oldfield    | Bang Gang (une histoire d'amour moderne) |                               |
| Toki Pilioko         | Mercenaire                               |                               |
| Sadek                | Tour de France                           |                               |
| Niels Schneider      | Diamant noir                             |                               |
| 2018 (23a)           |                                          |                               |
| Arnaud Valois        | 120 Battements par minute                |                               |
| Khaled Alouach       | De toutes mes forces                     |                               |
| Matthieu Lucci       | L'Atelier                                |                               |
| Nekfeu               | Tout nous sépare                         |                               |
| Finnegan Oldfield    | Marvin ou la belle éducation             |                               |
| Pablo Pauly          | Patients                                 |                               |
| 2019 (24a)           |                                          |                               |
| Félix Maritaud       | Sauvage                                  |                               |
| Anthony Bajon        | La Prière                                |                               |
| William Lebghil      | Ments brillants                          |                               |
| Andranic Manet       | Mes provinciales                         |                               |
| Dylan Robert         | Shéhérazade                              |                               |

### Dècada del 2020
| Any                   | Actor                            | Pel·lícula |
| --------------------- | -------------------------------- | ---------- |
| 2020 (25a)            |                                  |            |
| Alexis Manenti        | Els miserables                   |            |
| Thomas Daloz          | Les particules                   |            |
| Tom Mercier           | Synonymes                        |            |
| Issa Perica           | Els miserables                   |            |
| Thimotée Robart       | Vif-Argent                       |            |
| 2021 (26a)            |                                  |            |
| Félix Lefebvre        | Été 85                           |            |
| Benjamin Voisin       | Été 85                           |            |
| Guang Huo             | La nuit venue                    |            |
| Djibril Vancoppenolle | Petit país                       |            |
| Alexandre Wetter      | Miss                             |            |
| Jean-Pascal Zadi      | Tout simplement noir             |            |
| 2022 (27a)            |                                  |            |
| Thimotée Robart       | Les Magnétiques                  |            |
| Alseni Bathily        | Gagarine                         |            |
| Abdel Bendaher        | Ibrahim                          |            |
| Sami Outalbali        | Une histoire d'amour et de désir |            |
| Makita Samba          | Les Olympiades                   |            |
| 2023 (28a)            |                                  |            |
| Dimitri Doré          | Bruno Reidal                     |            |
| Adam Bessa            | Harka                            |            |
| Stefan Crepon         | Peter von Kant                   |            |
| Paul Kircher          | Dialogant amb la vida            |            |
| Aliocha Reinert       | Petite Nature                    |            |
| 2024 (29a)            |                                  |            |
| Raphaël Quenard       | Chien de la casse                |            |
| Arthur Harari         | Le Procès Goldman                |            |
| Samuel Kircher        | L'Été dernier                    |            |
| Milo Machado-Graner   | Anatomia d'una caiguda           |            |
| Abdulah Sissoko       | Le Jeune Imam                    |            |
| 2025 (30a)            |                                  |            |
| Clément Faveau        | Vingt Dieux                      |            |
| Sayyid El-Alami       | Leurs enfants après eux          |            |
| Malik Frikah          | L'Amour ouf                      |            |
| Félix Kysyl           | Miséricorde                      |            |
| Pierre Lottin         | Quand vient l'automne            |            |